# Мюріель Барбері
Мюріель Барбері (фр. Muriel Barbery, 28 травня 1969,  Касабланка, Марокко) — популярна сучасна французька письменниця та філософка.

## Біографія
Народилась Мюріель Барбері 28 травня 1969 року в місті Касабланка (Марокко). За фахом – філософ (1993 р.).  Розпочала свою кар'єру в Бургундському університеті. Потім вона викладала в Сен-Ло. Своє особисте життя намагається не розголошувати у ЗМІ.
У 2008 р. та 2009 р. жила в Кіото (Японія) разом із чоловіком Стефаном Барбері.. Повернувшись до Європи, вона жила в Амстердамі, потім оселилася в Турені. Розлучилась зі Стефаном Барбері і повторно вийшла заміж.
У 2000 р. Мюріель Барбері опублікувала свій перший роман «Ласощі» (фр. Une gourmandise). У 2006 р. вийшов її другий роман «Елегантність їжака» (фр. L'Élégance du hérisson), який зробив письменницю знаменитою за межами батьківщини. У 2009 р. за сюжетом книги була знята кінострічка Їжак (фільм) У 2015 р. Барбері опублікувала свій третій роман «Життя ельфів» (фр. La Vie des elfes), а у 2019 р. – четвертий роман «Дивна країна» (фр. Un étrange pays).

## Творчість
- 2000  р. — «Ласощі» (фр. Une gourmandise)
- 2006  р. — «Елегантність їжака» (фр. L'Élégance du hérisson)
- 2015  р. — «Життя ельфів» (фр. La Vie des elfes)
- 2019  р. — «Дивна країна» (фр. Un étrange pays)
- 2020 р. — «Самотня Роза» (фр. Une Rose seule)

## Нагороди
За роман «Ласощі» (фр. Une gourmandise): 
- 2000 р. – Prix du Meilleur livre de Littérature gourmande 2000
- 2001 р. – Prix Bacchus-BSN

За роман «Елегантність їжака»  (фр. L'Élégance du hérisson):
- 2006 р. – Prix Georges Brassens
- 2007 р. – Prix Rotary International
- 2007 р. – Prix des libraires
- 2007 р. – Prix Culture et Bibliothèques pour tous
- 2007 р. – Prix Vivre Livre des Lecteurs de Val d'Isère
- 2007 р. – Prix de l'Armitière (Rouen)
- 2007 р. – Prix « Au fil de mars » (Université de Bretagne-Sud)
- 2007 р. – Prix littéraire de la Ville de Caen

## Переклади українською
- Барбері Мюріель. Елегантна їжачиха.  Пер. з франц. Євгенії Кононенко. – К.: Нора-Друк, 2010, – 360 с. Серія «День Європи». Тверда обкладинка. ISBN 978-966-2961-51-5